# Rețeaua Miraculoasă
Reteaua Miraculoasa (Charlotte's Web) este un film lansat în 2006 și regizat de Gary Winick.
Este bazat pe povestirea omonimă a E. B. White. In rolurile principale este Dakota Fanning, Julia Roberts, Oprah Winfrey, și Reba McEntire.
Premiera românească a avut loc la 2 februarie 2007.

## Distribuție
| Julia Roberts          | Charlotte A. Cavatica |
| Oprah Winfrey          | Gussy                 |
| Steve Buscemi          | Templeton             |
| Kathy Bates            | Bitsy                 |
| John Cleese            | Samuel                |
| Thomas Haden Church    | Brooks                |
| Robert Redford         | Ike                   |
| Cedric the Entertainer | Golly                 |
| Jane Sibbett           | Joy                   |
| Reba McEntire          | Betsy                 |
| André Benjamin         | Elwyn                 |
| Dakota Fanning         | Fern Arable           |
| Gary Basaraba          | Mr. Zuckerman         |
| Siobhan Fallon         | Mrs. Zuckerman        |
| Kevin Anderson         | Mr. Arable            |
| Essie Davis            | Mrs. Arable           |
| Nate Mooney            | Lurvy                 |